# Le Splendid (Theatertruppe)

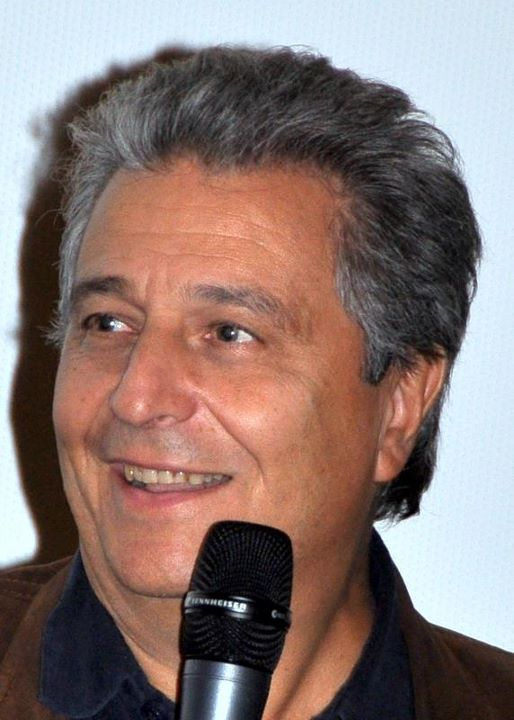
Christian Clavier
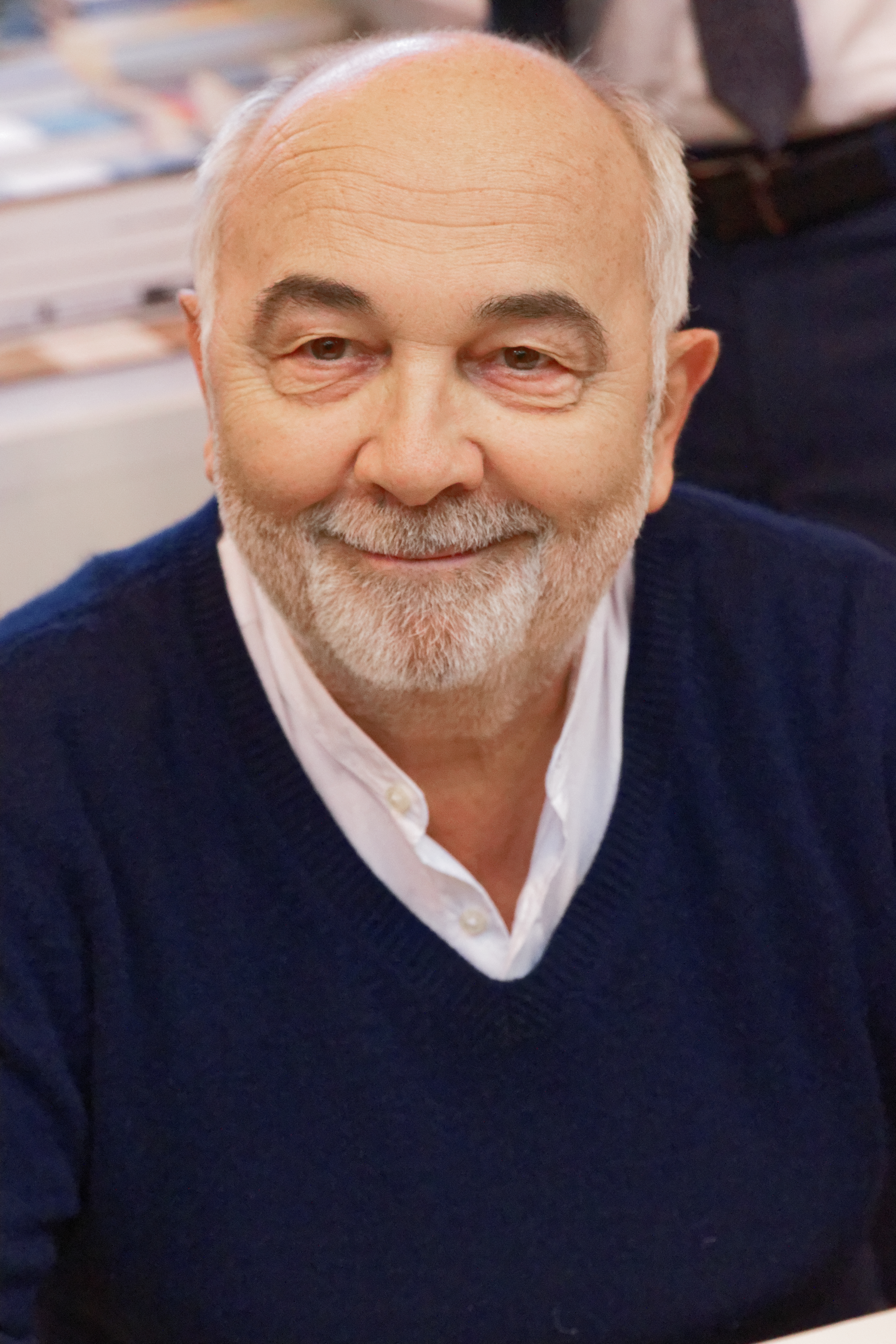
Gérard Jugnot
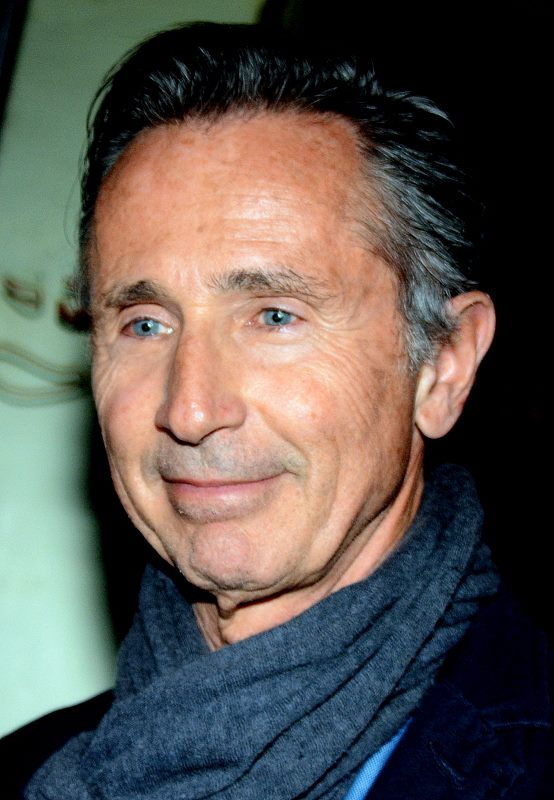
Thierry Lhermitte
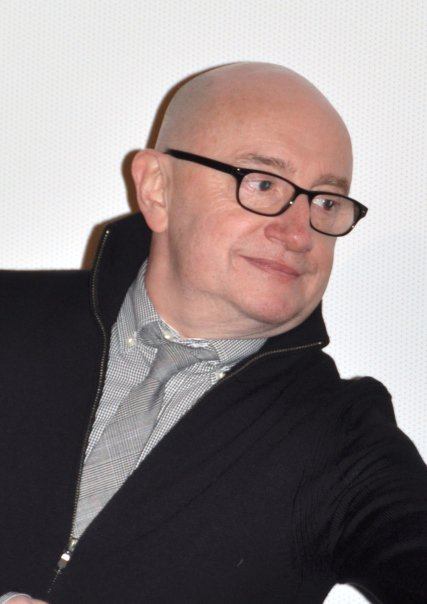
Michel Blanc
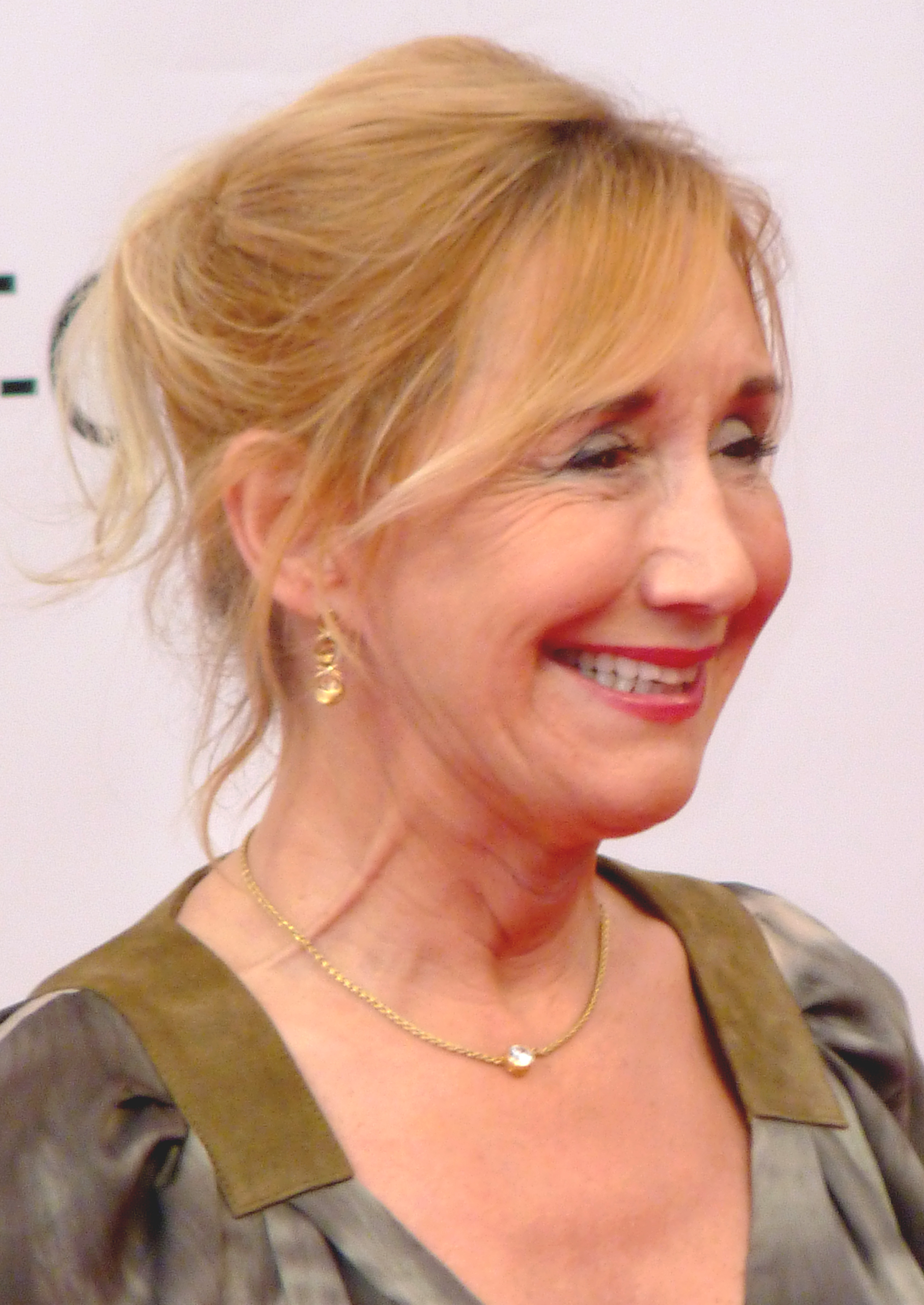
Marie-Anne Chazel
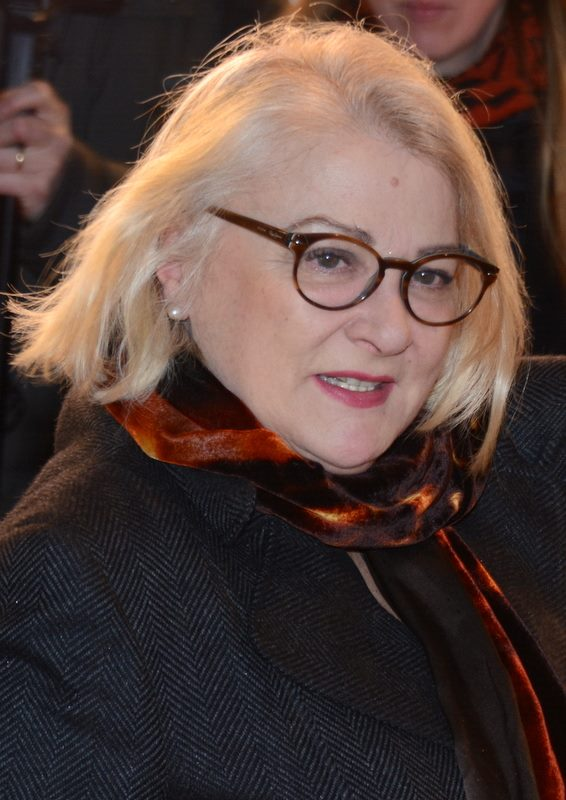
Josiane Balasko

Le Splendid ist eine Gruppe französischer Komödianten, zu der im Wesentlichen Christian Clavier, Gérard Jugnot, Thierry Lhermitte, Michel Blanc, Josiane Balasko, Marie-Anne Chazel und Bruno Moynot gehör(t)en.

## Geschichte
Die Name kommt ursprünglich von dem Pariser Cafétheater Le Splendid in der Rue des Lombards 10. Die Truppe wurde 1974 von dem Autoren- und Schauspielerkollektiv gegründet, zu dem Christian Clavier, Michel Blanc, Gérard Jugnot, Thierry Lhermitte, Josiane Balasko (die Valérie Mairesse ersetzte), Marie-Anne Chazel und Bruno Moynot gehörten.
Zusammengestellt von Tsilla Chelton und protegiert von Coluche trat die Truppe mit dem Theaterstück Amours, coquillages et crustacés an die Öffentlichkeit. Die Kino-Verfilmung unter dem Titel Les Bronzés (1978) brachte der Truppe in Frankreich nationale Bekanntheit. 1979 folgte Les Bronzés font du ski (deutsche Fassung: Sonne, Sex und Schneegestöber) und bestätigte den Erfolg der Truppe. Ein weiteres Stück, das große Bekanntheit erlangte, war Le père Noël est une ordure (1979). Es wurde 1982 ebenfalls für das Kino verfilmt und erreichte einen großen Publikumserfolg.
1981 zog das Theater des Splendid in die Rue du Faubourg-Saint-Martin um und wurde „Le Splendid Saint-Martin“. Am 1. September 1981 konstituierte sich die gleichnamige Theatergesellschaft „Splendid Saint Martin“, deren Geschäftsführer Bruno Moynot wurde.
Nachdem der Film Le père Noël est une ordure in die Kinos gekommen war, kam es zu Differenzen zwischen Anémone, die Mitglied der Truppe war und auf deren Ideen der Film zum Teil beruhte, und der Truppe des Splendid. Die Truppe hatte für die Verfilmung Teile von Anémones ursprünglichem Werk von 1979 verwendet; weder am Theaterstück noch am Film erhielt sie jedoch Rechte.
Die Gründungsmitglieder der Truppe verfolgten ab den 1980er Jahren individuelle Karrieren im Theater und im Kino. Mehrere trafen in Filmen und Theaterstücken wieder zusammen, aber als Ganzes spielte die Truppe erst 1994 in Grosse Fatigue wieder zusammen sowie 2006 in Les Bronzés 3. Ursprünglich hatte Gérard Jugnot vor, die Truppe für die geplante Verfilmung von Astérix et Obélix en Hispanie wieder zusammenzubringen. Albert Uderzo lehnte das Projekt aber ab, sodass die Zusammenführung erst mit dem dritten Bronzé-Film gelang.

## Andere Mitglieder
Neben der Kerntruppe gehörten weitere Schauspielerinnen und Schauspieler phasenweise dazu. 1970 spielte im Theaterkurs des Lycée Pasteur in Neuilly-sur-Seine die noch jugendliche Isabelle de Botton mit Gérard Jugnot und Michel Blanc, im Folgejahr schrieb sie das Stück Non, Georges pas ici und spielte darin auch selbst mit. Ihr folgte Marie-Anne Chazel.
1972 wurde die zu diesem Zeitpunkt noch minderjährige Valérie Mairesse von der Truppe des Splendid für die Organisation der Regie von Je vais craquer engagiert. In Ma tête est malade spielte sie bereits eine der Rollen und war zu dieser Zeit die Lebensgefährtin von Thierry Lhermitte. Um ihre Kinokarriere fortzusetzen, verließ Mairesse die Truppe nach Le Pot de terre contre le pot de vin (1974) und noch vor der Premiere von Amours, coquillages et crustacés, worin sie in der Rolle der Gigi vorgesehen gewesen war; die Rolle wurden dann von Marie-Anne Chazel übernommen.
1973 kehrte Isabelle de Botton zur Truppe zurück, außerdem spielte Fabienne Barbey in dem Stück J’vais craquer !. Für Amours, coquillages et crustacés stieß 1977 Yvon Brexel bei mehreren Aufführungen zu der Truppe und spielte auch in dem Film Les babas cool mit.
In Le Père noël est une ordure übernahm der Schauspieler und Sänger Jacques Delaporte die Stimme am Telefon. 1979 übernahm Roland Giraud regelmäßig Christian Claviers Rolle im Stück Le Père noël est une ordure und spielte 1981 ebenfalls eine wichtige Rolle in Papy fait de la résistance.
Daneben spielte Carole Jacquinot in dem Stück Papy fait de la résistance. 1981 vertrat Christine Dejoux Valérie Mairesse in dem von Josiane Balasko geschriebenen Stück Bunny’s bar. 1985 spielte Jean-François Dérec eine Rolle in dem Balasko-Stück Nuit d’ivresse.

## Werk

### Theaterstücke
- La concierge est tombée dans l'escalier
- Non, Georges pas ici (1971–1972): d’Isabelle de Botton, Christian Clavier, Gérard Jugnot et Thierry Lhermitte
- J'vais craquer (1973): Christian Clavier, Gérard Jugnot, Thierry Lhermitte, Fabienne Barbey
- Ma tête est malade (1974–1975): Christian Clavier, Gérard Jugnot, Thierry Lhermitte, mise en scène de Michel Blanc, Avec Valérie Mairesse
- Le Pot de terre contre le pot de vin (1976): Marie-Anne Chazel, Michel Blanc, Christian Clavier, Gérard Jugnot, Thierry Lhermitte, Valérie Mairesse et Josiane Balasko
- Amours, coquillages et crustacés (1977): Marie-Anne Chazel, Michel Blanc, Christian Clavier, Gérald Jugnot, Thierry Lhermitte, Jacques Delaporte, Dominique Lavanant, Josiane Balasko, Bruno Moynot, Yvon Brexel
- Bunny's Bar ou les hommes préfèrent les grosses (1978): Josiane Balasko
- Le père Noël est une ordure (1979): Josiane Balasko, Gérard Jugnot, Thierry Lhermitte, Christian Clavier, Marie-Anne Chazel et Bruno Moynot
- Enfin seul (1981): Gérard Jugnot

### Filme des Splendid
- Les Bronzés (1978) von Patrice Leconte
- Les Bronzés font du ski (1979) von Patrice Leconte
- Le père Noël est une ordure (1982) von Jean-Marie Poiré
- Papy fait de la Résistance (1983) von Jean-Marie Poiré
- Les Bronzés 3: Amis pour la vie (2006) von Patrice Leconte